# بوكس ريك
بوكس ريك (بالإنجليزية: BoxRec)‏ هو موقع على شبكة الإنترنت لتسجيل السجلات الاحترافية لجميع الملاكمين، سواء الرجال أو النساء.

## الوصف
دخل الموقع الخدمة في 8 فبراير 2000، وكان هدفه الرئيسي هو تحديد وتصنيف الملاكمين منذ إنشاء الملاكمة الحديثة (حسب قواعد ماركيز الكينسبيري) حتى اليوم.

## إحصاءات
في يوليو 2006، كانت قاعدة بيانات الموقع تتضمن 306.456 ملاكما؛ وفي ديسمبر من نفس السنة وصلت إلى 319.592. وقد كان عدد الملاكمين الحاضرين عند إطلاقه في عام 2000 حوالي 20.000. واجتاز الموقع مليون واحد من المقاتلين في 2005 و 1.5 مليون في مارس 2010.
وينشر موقع بوكس ريك يوميا تصنيفا لجميع الملاكمين النشيطين. ويعد مصدر المعلومات بالنسبة لكثير من الصحفيين وأيضا ً لزوار الإنترنت في جميع أنحاء العالم.

## وصلات خارجية
- الموقع الرسمي